# 亞納希爾卡山 (卡哈坦博區)
10°30′46″S 76°53′18″W / 10.51278°S 76.88833°W
亞納希爾卡山（Yanajirca），是秘魯的山峰，位於該國中南部利馬大區，由卡哈坦博省的卡哈坦博區負責管轄，屬於安地斯山脈的一部分，海拔高度4,600米。